# Woordveldtheorie
De woordveldtheorie is een in 1931 door de Duitse taalkundige Jost Trier geïntroduceerde subtheorie binnen de woordsemantiek. De theorie veronderstelt dat woorden binnen een bepaald woordveld hun specifieke betekenis krijgen dankzij hun relatie tot andere woorden binnen hetzelfde woordveld. Hieruit volgt dat verschillende woorden binnen een woordveld als een soort "mozaïek" in elkaar passen en de betekenis van het ene woord automatisch ingeperkt wordt wanneer de betekenis van het andere wordt verruimd. 
Betekenisverandering van slechts een enkel woord houdt op deze manier meteen een radicale wijziging van de structuur van het hele woordveld in. Trier gaat er verder van uit dat woordvelden het karakter van een gesloten verzameling zonder hiaten of onderlinge overlap hebben. De woordveldtheorie van Trier is niet algemeen aanvaard en sinds de invoering ervan diverse keren gewijzigd.